# Табанелли, Андреа (кёрлингист)
Андре́а Табане́лли (итал. Andrea Tabanelli; 16 апреля 1961, Перуджа — 27 октября 2020, Курмайёр, Валле-д’Аоста) — итальянский кёрлингист-колясочник, участник сборной Италии по кёрлингу на колясках на зимних Паралимпийских играх 2006 и зимних Паралимпийских играх 2010.

## Команды
| Сезон   | Четвёртый        | Третий                | Второй                                            | Первый             | Запасной                                          | Тренер          | Турниры                                     |
| ------- | ---------------- | --------------------- | ------------------------------------------------- | ------------------ | ------------------------------------------------- | --------------- | ------------------------------------------- |
| 2001—02 | Андреа Табанелли | Egidio Marchese       | Federica Trota                                    | Fabio Tripodi      |                                                   | Mauro Maino     | ЧМК 2002 (8 место)                          |
| 2005—06 | Egidio Marchese  | Андреа Табанелли      | Pierino Gaspard                                   | Rita Dal Monte     | Emanuele Spelorzi                                 |                 | ЗПИ 2006 (7 место)                          |
| 2006—07 | Андреа Табанелли | Egidio Marchese       | Emanuele Spelorzi                                 | Laura Arnanaschi   | Gabriele Dallapiccola                             | Mauro Maino     | ЧМК 2007 (квал. 2006)                       |
| 2007—08 | Андреа Табанелли | Egidio Marchese       | Danilo Destro (квал.) Gabriele Dallapiccola (ЧМК) | Lucrezia Celentano | Gabriele Dallapiccola (квал.) Danilo Destro (ЧМК) | Mauro Maino     | ЧМК 2008 (квал. 2007) · ЧМК 2008 (5 место)  |
| 2008—09 | Андреа Табанелли | Egidio Marchese       | Emanuele Spelorzi                                 | Lucrezia Celentano | Gabriele Dallapiccola                             | Mauro Maino     | ЧМК 2009 (9 место)                          |
| 2009—10 | Андреа Табанелли | Egidio Marchese       | Gabriele Dallapiccola                             | Angela Menardi     | Emanuele Spelorzi                                 | Mauro Maino     | ЗПИ 2010 (5 место)                          |
| 2010—11 | Egidio Marchese  | Gabriele Dallapiccola | Angela Menardi                                    | Emanuele Spelorzi  | Андреа Табанелли                                  |                 | ЧМК 2011 (квал. 2010)                       |
| 2011—12 | Андреа Табанелли | Egidio Marchese       | Emanuele Spelorzi                                 | Angela Menardi     | Rosanna Menazzi                                   | Даниэль Рафаэль | ЧМК 2012 (квал. 2011) · ЧМК 2012 (10 место) |
| 2016—17 | Андреа Табанелли | Egidio Marchese       | Emanuele Spelorzi                                 | Rita Dal Monte     | Giovanni Fabrizio Ferrero                         | Roberto Maino   | ЧМК-Б 2016 (14 место)                       |

(скипы выделены полужирным шрифтом)